# Château de la Villejégu
Le château de la Villejégu, encore appelé château du Pont, est un château situé à Couffé, en France.

## Localisation
Le château est situé sur la commune de Couffé, dans le département de la Loire-Atlantique, en région Pays de la Loire.

## Historique
Le château de la Villejégu du XVIIe siècle est reconstruit au XVIIIe siècle par Olivier Louis Busson. De l'ancien édifice, il ne subsiste que les tours d'angles et les douves.
Au bout d'une des allées du bois furent inhumées plusieurs victimes de la Révolution.

## Description
Le château, l'orangerie, les communs, la chapelle, la fuye et les pièces suivantes avec leur décor :
grand salon, chambre aux cartouches et couloir contigu, les deux escaliers en bois avec leur cage, la cour d'honneur, les douves et le pont, la terrasse et le jardin à la française ainsi que les portraits ont été inscrits au titre des monuments historiques par arrêté du 21 décembre 1984.

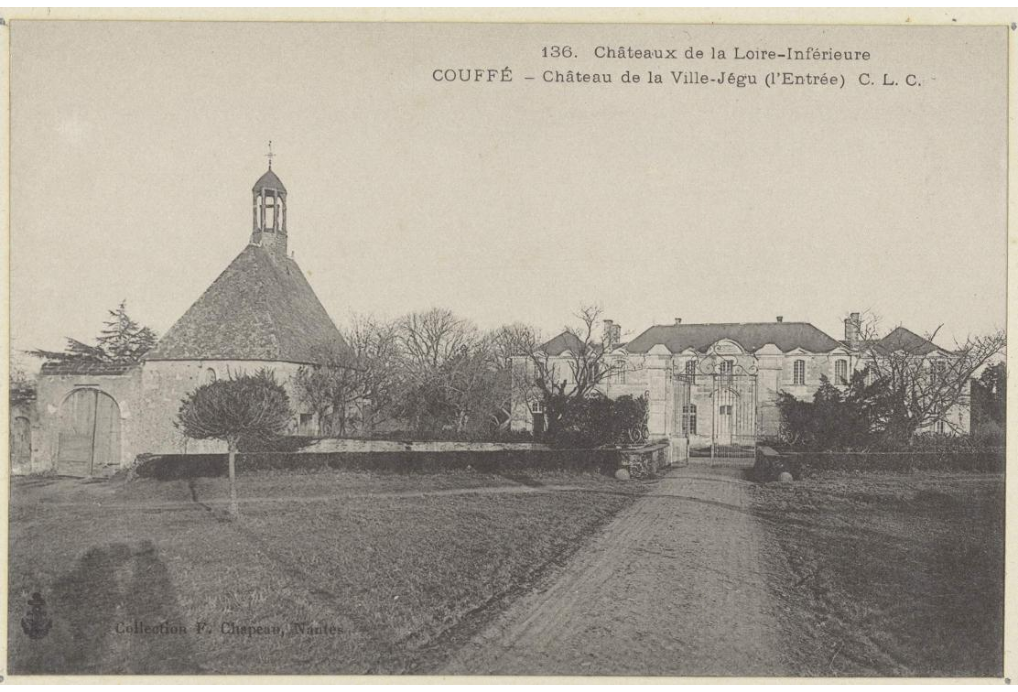
Entrée du château entre 1904 et 1919.
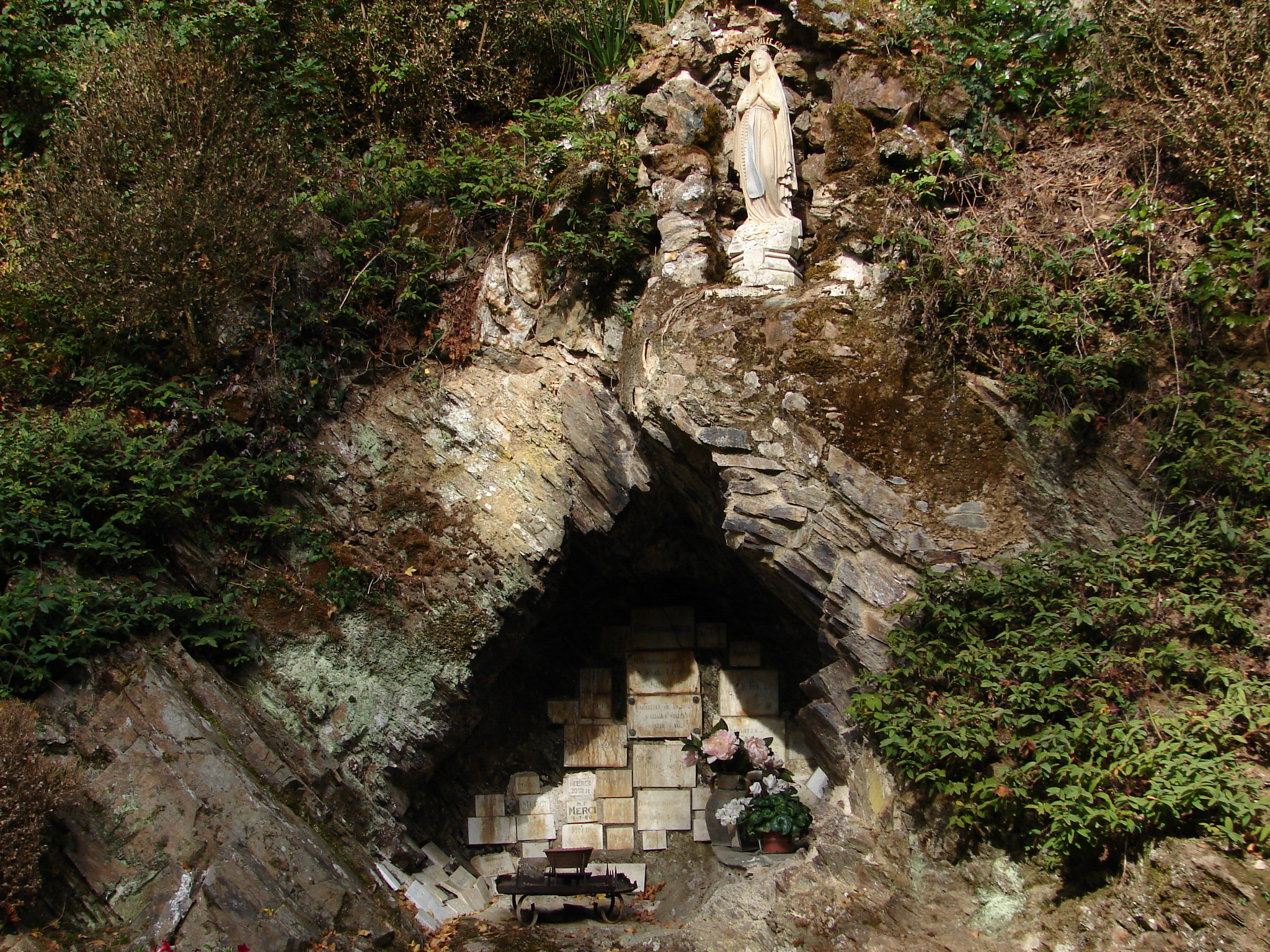
Réplique de la grotte de Lourdes.
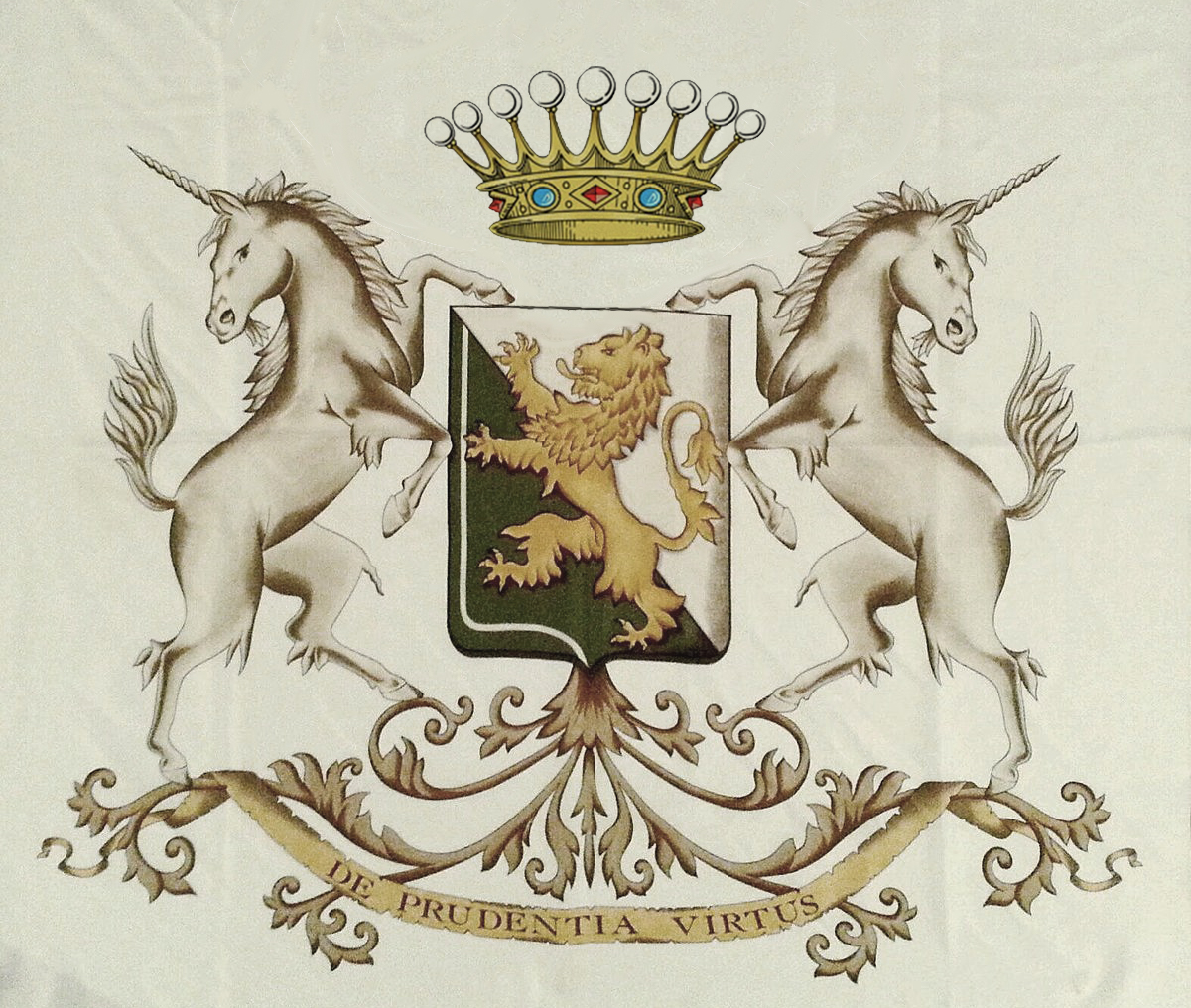
Armes de la famille Jochaud du Plessix.